# Festuca richardii
Festuca richardii är en gräsart som beskrevs av Evgenii Borisovich Alexeev. Festuca richardii ingår i släktet svinglar, och familjen gräs.
Artens utbredningsområde är Etiopien. Inga underarter finns listade i Catalogue of Life.